# 1996

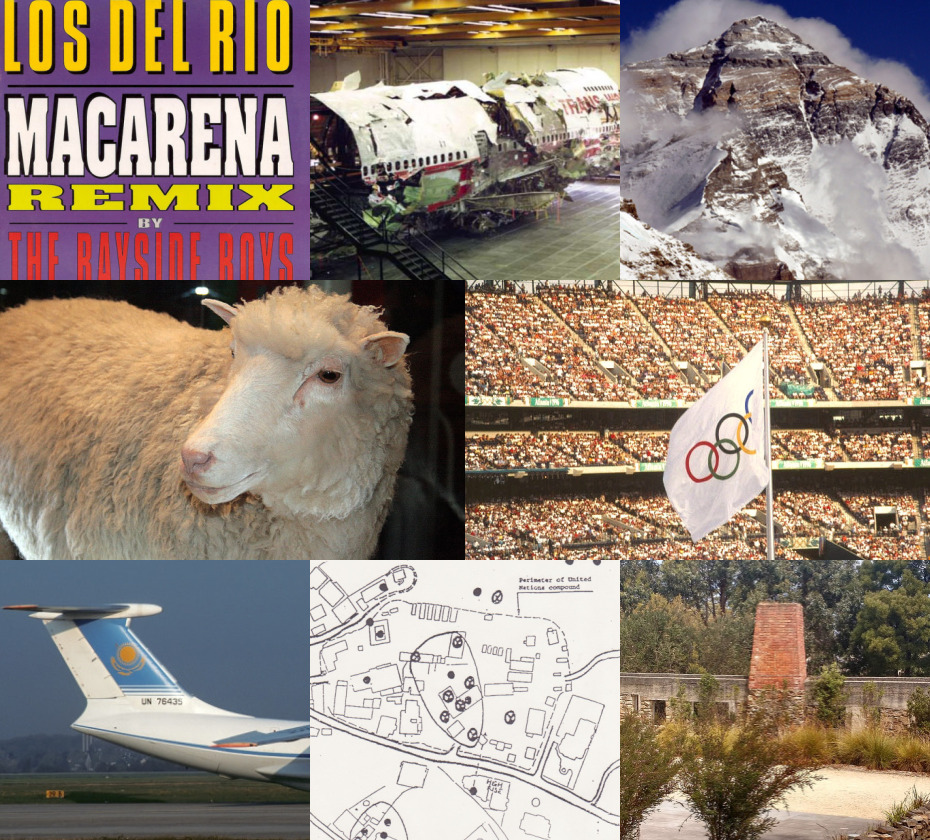
Từ bên trái, theo chiều kim đồng hồ: Bài hát "Macarena", được hát bởi Los del Río và trộn bài bởi The Bayside Boys, trở thành một cơn sốt khiêu vũ lớn và văn hóa đại chúng; bình nhiên liệu giữa phát nổ trên Chuyến bay 800 của TWA, hậu quả làm cho máy bay gặp tai nạn và giết chết nhiều người trên chuyến bay này; Tám nhà leo núi thiệt mạng bởi một trận bão tuyết trên đỉnh Everest; Thế vận hội Mùa hè 1996 diễn ra tại Atlanta, đánh dấu dịp kỷ niệm 100 năm của Thế Vận Hội hiện đại; Một vụ thảm sát Port Arthur diễn ra tại Tasmania và dẫn đến những thay đổi lớn trong những vụ xả súng ở Úc; Một bức ảnh sơ đồ về Thảm sát Qana diễn ra tại Liban; Một chiếc máy bay Ilyushin Il-76 của Kazakhstan Airlines đã va chạm với Chuyến bay 763 của Saudi Arabian Airlines, trở thành một trong những vụ va chạm trên không chết người nhất lịch sử; Cừu Dolly trở thành động vật có vú đầu tiên được nhân bản bằng Tế bào xôma.

1996 (MCMXCVI) là một năm nhuận bắt đầu vào Thứ hai của lịch Gregory, năm thứ 1996 của Công nguyên hay của Anno Domini, the năm thứ 996  của thiên niên kỷ 2, năm thứ 96  của thế kỷ 20, và năm thứ  7   của thập niên 1990. 

## Sự kiện

### Tháng 1
- 1 tháng 1: 
  - Jean-Pascal Delamuraz trở thành Tổng thống Thụy Sĩ.
  - Slovenia trở thành thành viên của CEFTA.
- 18 tháng 1: Cameroon công bố Hiến pháp mới.

### Tháng 2
- 3 tháng 2: Động đất tại Yunnan Sheng, gần Lijiang, Trung Quốc, khoảng 300 người chết.
- 6 tháng 2: Một chiếc Boeing 757 rơi tại Birgenair (Thổ Nhĩ Kỳ) 189 người chết .
- 7 tháng 2: Letsie III trở thành Tổng thống Lesotho.
- 17 tháng 2: Động đất tại Irian Jaya, Indonesia làm 166 người chết.
- 25 tháng 2: Bầu cử tổng thống Guinea Xích Đạo.
- 28 tháng 2: Nga trở thành thành viên của Ủy hội châu Âu.

### Tháng 3
- 9 tháng 3: Jorge Sampaio trở thành Tổng thống Bồ Đào Nha.
- 11 tháng 3: John Howard trở thành lãnh đạo Chính phủ Úc.
- 16 tháng 3: Taki đắc cử Tổng thống Comoros.
- 18 tháng 3: Mathieu Kérékou trở thành Tổng thống Bénin.
- 29 tháng 3: Ahmad Tejan Kabbah trở thành Tổng thống Sierra Leone.
- 31 tháng 3: Đài Truyền hình Việt Nam phát sóng chính thức kênh VTV3.

### Tháng 5
- 5 tháng 5: José María Aznar trở thành Thủ tướng Tây Ban Nha.
- 10 tháng 5 – 11 tháng 5: Một nhóm người leo núi chết cóng trên núi Everest. Tổng cộng là 9 người chết.
- 10 tháng 5: Internet Archive, thư viện số chính thức ra mắt.
- 11 tháng 5: Máy bay DC-9 mã hiệu ValuJet 592 bị rơi ở đầm lầy Florida, 110 người chết.

### Tháng 6
- 12 tháng 6: Bầu cử quốc hội tự do tại Bangladesh.
- 20 tháng 6: Hiệp ước hợp tác và thương mại giữa Macedonia - Liên minh châu Âu.
- 26 tháng 6 : Nhà mạng VinaPhone được thành lập.
- 30 tháng 6: Bầu cử quốc hội tại Mông Cổ.

### Tháng 7
- 5 tháng 7: Cừu Dolly, động vật có vú đầu tiên được nhân bản thành công từ tế bào trưởng thành, được sinh ra tại Viện Roslin ở Midlothian, Scotland, Vương quốc Anh
- 7 tháng 7: Bầu cử tổng thống Niger.

### Tháng 8
- 11 tháng 8: Nhà tiên tri Baba Vanga qua đời.
- 29 tháng 8: Một chiếc Tupolev Tu-154 đâm vào núi ở Spitzbergen, Na Uy. Tất cả 141 người trên máy bay đều thiệt mạng.

### Tháng 9
- 7 tháng 9: Michael Jackson bắt đầu chuyến lưu diễn vòng quanh thế giới HIStory World Tour.

### Tháng 10
- 12 tháng 10: Bầu cử quốc hội New Zealand.
- 17 tháng 10: Nauru trở thành thành viên của UNESCO.
- 27 tháng 10: Petar Stojanovs trở thành Tổng thống Bulgaria.

### Tháng 11
- 5 tháng 11: Bill Clinton trở thành Tổng thống Hoa Kỳ.
- 7 tháng 11: Một chiếc Boeing 727 rơi tại Lagos, Nigeria. Tất cả 143 người đều chết.
- 22 tháng 11: Ba Lan gia nhập OECD.

### Tháng 12
- 1 tháng 12: 
  - Bầu cử quốc hội Comoros.
  - Bulgaria trở thành thành viên của Tổ chức Thương mại Thế giới

## Sinh

### Tháng 1
- 1 tháng 1: LyLy (Nguyễn Hoàng Ly), nữ ca sĩ kiêm sáng tác nhạc người Việt Nam
- 15 tháng 1:
  - Dove Cameron, nữ ca sĩ, diễn viên người Mỹ.
  - Nam Em, nữ ca sĩ, diễn viên, người mẫu người Việt Nam, Hoa khôi Đồng bằng sông Cửu Long 2015
- 16 tháng 1: Kim Jennie, nữ ca sĩ, diễn viên người Hàn Quốc, thành viên nhóm nhạc nữ Blackpink
- 22 tháng 1: Minami Tanaka, nữ diễn viên lồng tiếng người Nhật Bản
- 26 tháng 1: Hwang Hee-chan, cầu thủ bóng đá người Hàn Quốc
- 29 tháng 1: Cáp Ni Khắc Tư (Hankiz Omar), nữ diễn viên người Trung Quốc

### Tháng 2
- 1 tháng 2: Kim Doyoung, ca sĩ người Hàn Quốc, thành viên nhóm nhạc NCT
- 3 tháng 2: Toni-Ann Singh, Hoa hậu Thế giới Jamaica 2019, Hoa hậu Thế giới 2019
- 12 tháng 2: Czee (Lương Trần Phú Thiện), ca sĩ kiêm sáng tác nhạc người Việt Nam
- 27 tháng 2: Ten (Chittaphon Leechaiyapornkul) ca sĩ, vũ công người Thái Lan, thành viên nhóm nhạc NCT

### Tháng 3
- 6 tháng 3: Aoki Ryota, cầu thủ bóng đá người Nhật Bản
- 14 tháng 3: Rtee (Lã Thành Long), rapper người Việt Nam
- 15 tháng 3: Solange Dekker, Hoa hậu Chuyển giới Hà Lan 2023, Hoa hậu Chuyển giới Quốc tế 2023
- 22 tháng 3: 
  - Jang Mi (Bùi Bảo Trang), nữ ca sĩ, diễn viên người Việt Nam
  - Aymen Hussein, cầu thủ bóng đá người Iraq
- 28 tháng 3: Benjamin Pavard, cầu thủ bóng đá người Pháp
- 30 tháng 3: Nayef Aguerd, cầu thủ bóng đá người Maroc

### Tháng 4
- 2 tháng 4: André Onana, cầu thủ bóng đá người Cameroon
- 4 tháng 4: Austin Mahone, ca sĩ kiêm nghệ sĩ sáng tác nhạc pop người Mỹ
- 12 tháng 4: Nguyễn Văn Toàn, cầu thủ bóng đá người Việt Nam
- 14 tháng 4: 
  - Double2T (Bùi Xuân Trường), rapper, nhạc sĩ người Việt Nam, quán quân Rap Việt 2023
  - Vũ Văn Thanh, cầu thủ bóng đá người Việt Nam
- 26 tháng 4: Yuno Bigboi (Nguyễn Anh Vũ), ca sĩ, rapper người Việt Nam
- 30 tháng 4: Hoàng Thị Hương Ly, Á hậu Du lịch Quốc tế 2021

### Tháng 5
- 7 tháng 5: Faker (Lee Sang-hyeok), vận động viên thể thao điện tử người Hàn Quốc
- 9 tháng 5: Noah Centineo, nam diễn viên người Mỹ
- 13 tháng 5: Trần Văn Kiên, cầu thủ bóng đá người Việt Nam
- 14 tháng 5:
  - Pokimane (Imane Anys), nữ streamer người Maroc
  - Martin Garrix, DJ, nhạc sĩ, nhà sản xuất âm nhạc người Hà Lan
- 22 tháng 5: Aung Thu, cầu thủ bóng đá người Myanmar
- 27 tháng 5: Kim Jae-hwan, ca sĩ người Hàn Quốc, cựu thành viên nhóm Wanna One

### Tháng 6
- 1 tháng 6: Tom Holland, diễn viên, vũ công người Anh
- 2 tháng 6: Isabella Menin, Hoa hậu Sinh viên Marilia, Hoa hậu Thiếu niên Quốc tế 2013, Hoa hậu Hòa bình Brazil 2022, Hoa hậu Hòa bình Quốc tế 2022
- 4 tháng 6: Jun Vũ (Vũ Phương Anh), nữ diễn viên, người mẫu, dẫn chương trình người Việt Nam
- 10 tháng 6: Wen Junhui là ca sĩ, vũ công người Trung Quốc, thành viên của nhóm nhạc Hàn Quốc SEVENTEEN
- 15 tháng 6:
  - Hoshi (Kwon Soo-young), ca sĩ người Hàn Quốc, thành viên nhóm nhạc Seventeen
  - Aurora, nữ ca sĩ, nhạc sĩ, nhà sản xuất thu âm người Na Uy
- 25 tháng 6: Lele Pons (Eleonora Gariela Pons Maronese), nữ diễn viên, người mẫu người Mỹ/Venezuela
- 30 tháng 6: Sarina Bolden, cầu thủ bóng đá người Philippines/Mỹ

### Tháng 7
- 8 tháng 7: Paollo Madeira, cầu thủ bóng đá người Brasil/Bồ Đào Nha (m. 2023)[1]
- 17 tháng 7: Jeon Won-woo, ca sĩ người Hàn Quốc, thành viên nhóm nhạc Seventeen
- 18 tháng 7: Yong Anhh (Phạm Tiến Thế Anh), ca sĩ kiêm nhạc sĩ người Việt Nam
- 19 tháng 7: Oh Ha-young, nữ ca sĩ người Hàn Quốc, thành viên nhóm nhạc nữ Apink
- 25 tháng 7: công chúa Maria-Olympia, con gái của Thái tử Pavlos của Hy Lạp và công chúa Marie-Chantal của Hy Lạp

### Tháng 8
- 1 tháng 8:
  - Yeonwoo (Lee Da-bin), nữ ca sĩ, diễn viên người Hàn Quốc, thành viên nhóm nhạc nữ Momoland
  - August (Lê Đặng Quang Thoại), ca sĩ kiêm sáng tác nhạc người Việt Nam
- 5 tháng 8: 
  - Daichi Kamada, cầu thủ bóng đá người Nhật Bản
  - Lê Phạm Thành Long, cầu thủ bóng đá người Việt Nam
- 6 tháng 8: Masew (Lê Tuấn Anh), nhà sản xuất âm nhạc, DJ, streamer người Việt Nam
- 17 tháng 8: Lâm Bảo Ngọc, nữ ca sĩ người Việt Nam, á quân Giọng hát Việt 2019
- 22 tháng 8: Jeon Somin, ca sĩ, vũ công người Hàn Quốc, thành viên nhóm nhạc K.A.R.D

### Tháng 9
- 1 tháng 9: 
  - Zendaya, nữ diễn viên, ca sĩ kiêm người mẫu người Mỹ
  - Kiều My, diễn viên người Việt Nam
- 3 tháng 9: Joy (Park Soo-young), nữ ca sĩ người Hàn Quốc, thành viên nhóm nhạc nữ Red Velvet
- 12 tháng 9: Lee Chanh-yuk, ca sĩ người Hàn Quốc, thành viên nhóm nhạc AKMU
- 14 tháng 9: Ali Hoàng Dương (Nguyễn Ngọc Dương), ca sĩ người Việt Nam, quán quân Giọng hát Việt 2017
- 17 tháng 9: Choi Young-jae, ca sĩ người Hàn Quốc, thành viên nhóm nhạc GOT7
- 20 tháng 9: Hwang In-beom, cầu thủ bóng đá người Hàn Quốc
- 22 tháng 9: Đỗ Duy Mạnh, cầu thủ bóng đá người Việt Nam
- 27 tháng 9: Công chúa Iman bat al-Abdullah của Jordan, con trai của vua Abdullah II và hoàng hậu Rania của Jordan

### Tháng 10
- 4 tháng 10: Jiwoo (Jeon Ji-woo), nữ ca sĩ, vũ công người Hàn Quốc, thành viên nhóm nhạc K.A.R.D
- 9 tháng 10: Bella Hadid, nữ người mẫu người Mỹ
- 13 tháng 10: Đỗ Mỹ Linh, Hoa hậu Việt Nam 2016
- 15 tháng 10: Đức Phúc, ca sĩ người Việt Nam, quán quân Giọng hát Việt 2015
- 17 tháng 10: Công chúa Marie-Caroline Elisabeth Immaculata, con gái của hoàng tử Alois của Liechtenstein và Sophie công chúa của Bayern
- 22 tháng 10: B.I (Kim Han-bin), rapper, ca sĩ, nhà sản xuất âm nhạc người Hàn Quốc, cựu thành viên nhóm nhạc iKON

### Tháng 11
- 1 tháng 11: Lil Peep (Gustav Elijah Åhr), ca sĩ, rapper, nhà sáng tác nhạc, người mẫu người Mỹ (m. 2017)
- 7 tháng 11: Lorde (Ella Marija Lani Yelich-O'Connor), nữ ca sĩ người New Zealand
- 13 tháng 11: Nguyễn Cao Kỳ Duyên, Hoa hậu Việt Nam 2014, Miss Universe Vietnam 2024
- 15 tháng 11: Kim Min-jae, cầu thủ bóng đá người Hàn Quốc
- 22 tháng 11:
  - Lee Jihoon, ca sĩ người Hàn Quốc, thành viên nhóm nhạc Seventeen
  - Hailey Baldwin, người mẫu và ngôi sao truyền hình người Mỹ

### Tháng 12
- 4 tháng 12:
  - Diogo Jota, cầu thủ bóng đá người Bồ Đào Nha (m. 2025)
  - Alessio Abibi, cầu thủ bóng đá người Albania
- 10 tháng 12: Kang Daniel, ca sĩ người Hàn Quốc, từng là center của Wanna One.
- 13 tháng 12: Cody (Võ Đình Nam), ca sĩ, vũ công người Việt Nam, thành viên nhóm nhạc Uni5
- 29 tháng 12: Đỗ Nhật Hà, Hoa hậu Chuyển giới Việt Nam 2018

### Không rõ ngày, tháng
- Thịnh Kainz (Nguyễn Trần Hoàng Thịnh), nhạc sĩ, nhà sản xuất âm nhạc người Việt Nam, thành viên nhóm nhạc sĩ DTAP

## Mất

### Tháng 1
- 4 tháng 1: Bob Flanagan, nhà văn Mỹ và nghệ nhân (s. 1952)
- 5 tháng 1: Thomas Ruf, chính khách Đức (s. 1911)
- 6 tháng 1: Kurt Schmücker, chính khách Đức (s. 1919)
- 8 tháng 1: François Mitterrand, Tổng thống Pháp 1981–1995 (s. 1916)
- 11 tháng 1: Walter M. Miller, nhà văn Mỹ (s. 1923)
- 12 tháng 1: Bartel Leendert van der Waerden, nhà toán học Hà Lan (s. 1903)
- 15 tháng 1: Moshoeshoe II, vua của Lesotho (s. 1938)
- 18 tháng 1: Vũ Đình Liên, nhà thơ Việt Nam (s. 1913)
- 19 tháng 1: Ulrich Hausmann, nhà khảo cổ học Đức (s. 1917)
- 21 tháng 1: Gerry Mulligan, nhà soạn nhạc, nhạc sĩ nhạc jazz người Mỹ (s. 1927)
- 25 tháng 1: Ruth Berghaus, nữ đạo diễn Đức (s. 1927)
- 28 tháng 1:
  - Jerry Siegel, tác gia Mỹ (s. 1914)
  - Joseph Brodsky, thi sĩ, Giải Nobel về văn học (s. 1940)

### Tháng 2
- 1 tháng 2: Willi Bäuerle, chính khánh, nghị sĩ quốc hội liên bang Đức (s. 1926)
- 2 tháng 2: Gene Kelly, vũ công, diễn viên Mỹ (s. 1912)
- 5 tháng 2: Ludwig Ratzel, chính khách Đức (s. 1915)
- 7 tháng 2:
  - Gunther Baumann, cầu thủ bóng đá Đức (s. 1921)
  - Boris Alexandrovich Tchaikovsky, nhà soạn nhạc Nga (s. 1925)
- 9 tháng 2: August Kühn, nhà văn Đức (s. 1936)
- 11 tháng 2: Pierre Verger, nhiếp ảnh gia (s. 1902)
- 13 tháng 2: Martin Balsam, diễn viên Mỹ (s. 1914)
- 14 tháng 2: Cenek Kottnauer, kỳ thủ cờ vua (s. 1910)
- 15 tháng 2: McLean Stevenson, diễn viên Mỹ (s. 1928)
- 17 tháng 2: Hervé Bazin, nhà văn Pháp (s. 1911)
- 20 tháng 2: Toru Takemitsu, nhà soạn nhạc Nhật Bản (s. 1930)
- 21 tháng 2:
  - Morton Gould, nhà soạn nhạc, nhạc trưởng, nghệ sĩ dương cầm Mỹ (s. 1913)
  - Rudolf Braunburg, nhà văn Đức (s. 1924)
- 23 tháng 2: Helmut Schön, cầu thủ, huấn luyện viên bóng đá người Đức (s. 1915)
- 24 tháng 2: Akram al-Haurani, chính khách (s. 1915)
- 26 tháng 2: Mieczysław Weinberg, nhà soạn nhạc Nga (s. 1919)
- 27 tháng 2: Sarah Palfrey Cooke, vận động viên quần vợt Mỹ (s. 1912)

### Tháng 3
- 3 tháng 3:
  - John Joseph Krol, Hồng y Tổng giám mục Philadelphia, (s. 1910)
  - Marguerite Duras, nữ văn sĩ, tác gia kịch bản, đạo diễn phim người Pháp (s. 1914)
- 9 tháng 3:
  - George Burns, diễn viên Mỹ (s. 1896)
  - Alfredo Vicente Scherer, Hồng y Tổng giám mục Porto Alegre (s. 1903)
- 10 tháng 3: Joseph Braunstein, nhạc sĩ, nhà văn (s. 1892)
- 13 tháng 3:
  - Lucio Fulci, nhà sản xuất, đạo diễn phim Ý (s. 1927)
  - Krzysztof Kieślowski, tác giả kịch bản, đạo diễn phim Ba Lan (s. 1941)
- 15 tháng 3: Wolfgang Koeppen, nhà văn Đức (s. 1906)
- 17 tháng 3: René Clément, đạo diễn phim Pháp (s. 1913)
- 18 tháng 3:
  - Odysseas Elytis, nghệ nhân Hy Lạp (s. 1911)
  - Bá tước Maxl, diễn viên Đức (s. 1933)
- 19 tháng 3: Colin Pittendrigh, nhà sinh vật học Mỹ (s. 1918)
- 23 tháng 3: C. C. Bergius, nhà văn Đức (s. 1910)
- 26 tháng 3:
  - Käte Strobel, nữ chính khách Đức (s. 1907)
  - David Packard, đồng sáng lập tập đoàn Hewlett-Packard (s. 1912)
- 28 tháng 3: Hans Blumenberg, triết gia Đức (s. 1920)

### Tháng 4
- 2 tháng 4: Karl Gößwald, nhà động vật học Đức (s. 1907)
- 4 tháng 4: Barney Ewell, vận động viên điền kinh Mỹ, người đoạt huy chương Thế Vận Hội (s. 1918)
- 6 tháng 4: Greer Garson, nữ diễn viên Anh (s. 1904)
- 16 tháng 4: Madeleine Bourdouxhe, nhà văn nữ Bỉ (s. 1906)
- 17 tháng 4:
  - Paul Bleiß, chính khách Đức (s. 1904)
  - José Luis López-Aranguren, triết gia, nhà văn tiểu luận (s. 1909)
- 18 tháng 4: Piet Hein, nhà khoa học, nhà toán học, nhà phát minh Đan Mạch, (s. 1905)
- 23 tháng 4: P. L. Travers, nhà văn nữ Úc (Mary Poppins) (s. 1899)
- 29 tháng 4: Peter Griese, nhà văn khoa học giả tưởng Đức (s. 1938)

### Tháng 5
- 1 tháng 5: Irene Koss, nữ diễn viên (s. 1928)
- 2 tháng 5: Christopher Bird, nhà văn, nhà thực vật học Mỹ (s. 1928)
- 3 tháng 5: Hermann Kesten, nhà văn Đức (s. 1900)
- 6 tháng 5: Léon-Joseph Suenens, nhà thần học Bỉ, Hồng y Tổng giám mục Mecheln (s. 1904)
- 10 tháng 5: Gerd Duwner, diễn viên Đức (s. 1925)
- 11 tháng 5:
  - Ademir, cầu thủ bóng đá Brasil (s. 1922)
  - Nnamdi Azikiwe, chính khách (tổng thống) (s. 1904)
- 13 tháng 5: Hans Sauer, nhà phát minh Đức (s. 1923)
- 14 tháng 5: Ludwig Preiß, chính khách Đức (s. 1910)
- 17 tháng 5: Nikolaus Utermöhlen, nhạc sĩ Đức (s. 1958)
- 23 tháng 5:
  - Bernhard Klodt, cầu thủ bóng đá Đức (s. 1926)
  - Peter Pasetti, diễn viên Đức (s. 1916)
- 29 tháng 5: Antonín Mrkos, nhà thiên văn học Séc (s. 1918)
- 30 tháng 5: Léon-Etienne Duval, Hồng y Tổng giám mục Algier (s. 1903)
- 31 tháng 5: Timothy Leary, nhà tâm lý học Mỹ (s. 1920)

### Tháng 6
- 1 tháng 6: Otto Meier, nghệ nhân Đức (s. 1903)
- 2 tháng 6: Amos Tversky, nhà tâm lý học (s. 1937)
- 3 tháng 6: Tito Okello, nhà lãnh đạo quốc gia của Uganda 1985–1986 (s. 1914)
- 5 tháng 6: Jan Kerouac, nữ tác giả Mỹ (s. 1952)
- 6 tháng 6: George Davis Snell, nhà y học Mỹ, nhận Giải thưởng Nobel về y học (s. 1903)
- 8 tháng 6: Gustav Heckmann, triết gia Đức (s. 1898)
- 11 tháng 6: Brigitte Helm, nữ diễn viên Đức (s. 1908)
- 15 tháng 6: Paul Schultz-Liebisch, nghệ sĩ tạo hình, họa sĩ Đức (s. 1905)
- 17 tháng 6:
  - Reinhard Lettau, nhà văn (s. 1929)
  - Thomas Samuel Kuhn, nhà vật lý học Mỹ (s. 1922)
- 21 tháng 6: Gerhard Wendland, ca sĩ Đức (s. 1921)
- 26 tháng 6: Veronica Guerin, nữ nhà báo Ireland (s. 1958)
- 28 tháng 6: Julio Bolbochan, kỳ thủ cờ vua người Argentina (s. 1920)

### Tháng 7
- 1 tháng 7: Ota Janeček, họa sĩ vẽ tranh minh họa Séc (s. 1919)
- 2 tháng 7: Margaux Hemingway, nữ diễn viên, người mẫu Mỹ (s. 1955)
- 5 tháng 7:
  - Predrag Ostojić, kỳ thủ (s. 1938)
  - Clyde E. Wiegand, nhà vật lý học Mỹ (s. 1915)
- 7 tháng 7:
  - J. Hermann Siemer, chính khách Đức (s. 1902)
  - Friedrich von Stülpnagel, vận động viên điền kinh Đức (s. 1913)
- 8 tháng 7:
  - Richard Groschopp, đạo diễn phim (s. 1906)
  - Adelheid Duvanel, nhà văn Thụy Sĩ (s. 1936)
- 12 tháng 7: Gottfried von Einem, nhà soạn nhạc Áo (s. 1918)
- 14 tháng 7: Jean Rudolf von Salis, nhà văn, nhà sử học Thụy Sĩ (s. 1901)
- 15 tháng 7: Erwin Fischer, luật gia Đức (s. 1904)
- 16 tháng 7: Adolf von Thadden, chính khách Đức (s. 1921)
- 17 tháng 7: Chas Chandler, nhạc sĩ, nhà sản xuất người Anh (s. 1938)
- 18 tháng 7: Hans Katzer, chính khách Đức (s. 1919)
- 22 tháng 7:
  - Tamara Danz, nữ ca sĩ (s. 1952)
  - Peter Ludwig, nhà tư bản công nghiệp Đức (s. 1925)
- 30 tháng 7: Magda Schneider, nữ diễn viên Đức (s. 1909)
- 31 tháng 7: Hans Schwier, chính khách Đức (s. 1926)

### Tháng 8
- 1 tháng 8:
  - Tadeus Reichstein, nhà hóa học Thụy Sĩ (s. 1897)
  - Frida Boccara, nữ ca sĩ Pháp (s. 1940)
- 2 tháng 8: Michel Debré, chính khách Pháp (s. 1912)
- 8 tháng 8:
  - Joseph Asajirō Satowaki, Hồng y Tổng giám mục Nagasaki (s. 1904)
  - Nevill F. Mott, nhà vật lý học Anh (s. 1905)
- 9 tháng 8: Frank Whittle, nhà phát minh, doanh nhân, phi công người Anh (s. 1907)
- 11 tháng 8:
  - Rafael Kubelík, nhà soạn nhạc, nhạc trưởng người Thụy Sĩ gốc Séc (s. 1914)
  - Baba Vanga, nhà tiên tri người Bulgaria (s. 1911)
- 13 tháng 8:
  - António de Spínola, chính khách, tướng lĩnh Bồ Đào Nha (s. 1910)
  - David Tudor, nghệ sĩ dương cầm Mỹ (s. 1926)
- 14 tháng 8:
  - Sergiu Celibidache, nhạc trưởng người Romania (s. 1912)
  - Camilla Horn, nữ diễn viên Đức (s. 1903)
- 15 tháng 8: Max Thurian, nhà thần học Thụy Sĩ (s. 1921)
- 23 tháng 8: Jurriaan Andriessen, nhà sư phạm, nhà soạn nhạc Hà Lan (s. 1925)
- 25 tháng 8: Reinhard Libuda, cầu thủ bóng đá Đức (s. 1943)

### Tháng 9
- 1 tháng 9: Vagn Holmboe, nhà soạn nhạc Đan Mạch (s. 1909)
- 2 tháng 9: Otto Luening, nhà soạn nhạc Mỹ (s. 1900)
- 5 tháng 9: Anselm Strauss, nhà xã hội học Mỹ (s. 1916)
- 9 tháng 9: Bill Monroe, nhạc sĩ Mỹ (s. 1911)
- 10 tháng 9: Hans List, doanh nhân Áo (s. 1896)
- 13 tháng 9: Tupac Shakur, nhạc sĩ Mỹ (s. 1971)
- 16 tháng 9: Gene Nelson, tác giả kịch bản, nhà sản xuất phim, đạo diễn phim Mỹ (s. 1920)
- 17 tháng 9: Spiro Theodore Agnew, chính khách Mỹ (s. 1918)
- 19 tháng 9: Helmut Heißenbüttel, nhà văn Đức (s. 1921)
- 20 tháng 9: Paul Erdős, nhà toán học (s. 1913)
- 21 tháng 9:
  - Erika Cremer, nhà nữ vật lý học Đức (s. 1900)
  - Claus Holm, diễn viên Đức (s. 1918)
- 23 tháng 9: Fujiko F. Fujio (Hiroshi Fujimoto), họa sĩ truyện tranh người Nhật Bản, tác giả bộ truyện tranh nổi tiếng Doraemon (s. 1933)
- 26 tháng 9: Heinz Engelmann, diễn viên Đức (s. 1911)

### Tháng 10
- 2 tháng 10:
  - Joonas Kokkonen, nhà soạn nhạc Phần Lan (s. 1921)
  - Helmut Artzinger, chính khách Đức (s. 1912)
- 9 tháng 10: Joachim Wohlgemuth, nhà văn Đức (s. 1932)
- 11 tháng 10:
  - Lars Valerian Ahlfors, nhà toán học (s. 1907)
  - William Vickrey, nhà kinh tế học Mỹ (s. 1914)
- 12 tháng 10:
  - Roger Lapébie, tay đua xe đạp Pháp (s. 1911)
  - René Lacoste, vận động viên quần vợt Pháp (s. 1904)
- 13 tháng 10:
  - Henri Nannen, nhà xuất bản người Đức (s. 1913)
  - Elisabeth Pitz-Savelsberg, nữ chính khách Đức
- 16 tháng 10: Eric Malpass, nhà văn Anh (s. 1910)
- 17 tháng 10:
  - Berthold Goldschmidt, nhà soạn nhạc Đức (s. 1903)
  - Gerhard Holtz-Baumert, nhà văn Đức (s. 1927)
  - Lê Công Tuấn Anh, diễn viên Việt Nam (s. 1967)
- 18 tháng 10:
  - Hans Drachsler, chính khách Đức (s. 1916)
  - Otto Heinrich Kühner, nhà văn Đức (s. 1921)
- 19 tháng 10: Josef Becker, chính khách Đức (s. 1905)
- 24 tháng 10: Gladwyn Jebb, chính khách Anh (s. 1900)
- 28 tháng 10: Franca Magnani, nữ nhà báo Ý (s. 1925)
- 31 tháng 10: Marcel Carné, đạo diễn phim Pháp (s. 1909)

### Tháng 11
- 2 tháng 11: Eva Cassidy, nữ ca sĩ Mỹ (s. 1963)
- 14 tháng 11: Joseph Louis Bernardin, Hồng y Tổng giám mục Chicago (s. 1928)
- 15 tháng 11: Alger Hiss, luật sư Mỹ (s. 1904)
- 16 tháng 11: Holger Hagen, diễn viên Đức (s. 1915)
- 21 tháng 11: Abdus Salam, nhà vật lý học, nhận Giải thưởng Nobel (s. 1926)
- 22 tháng 11:
  - Paul Rand, nhà thiết kế Mỹ (s. 1914)
  - Garrett Birkhoff, nhà toán học Mỹ (s. 1911)
  - Maria Casarès, nữ diễn viên Pháp (s. 1922)
- 26 tháng 11:
  - Hans Klein, chính khách Đức (s. 1931)
  - Diedrich Wattenberg, nhà thiên văn học Đức, nhà xuất bản (s. 1909)
- 28 tháng 11: Donald McNeill, vận động viên quần vợt Mỹ (s. 1918)

### Tháng 12
- 2 tháng 12: Jean Jérôme Hamer, Hồng y Giáo hội Công giáo La Mã (s. 1916)
- 3 tháng 12: Babrak Karmal, chính khách (s. 1929)
- 9 tháng 12: Heinrich Schmidt-Barrien, nhà văn Đức (s. 1902)
- 10 tháng 12: Faron Young, ca sĩ nhạc country người Mỹ (s. 1932)
- 12 tháng 12: Vance Packard, nhà xuất bản Mỹ (s. 1914)
- 15 tháng 12: Tristan Keuris, nhà soạn nhạc, nhạc sĩ Hà Lan (s. 1946)
- 16 tháng 12: Laurens van der Post, nhà văn (s. 1906)
- 19 tháng 12: Marcello Mastroianni, diễn viên Ý (s. 1924)
- 20 tháng 12: Carl Sagan, nhà thiên văn học Mỹ (s. 1934)
- 21 tháng 12: Christine Brückner, nhà văn nữ Đức (s. 1921)
- 24 tháng 12: Nguyễn Hữu Thọ, nguyên Quyền Chủ tịch nước Việt Nam, nguyên Chủ tịch Quốc hội Việt Nam (s.1910)
- 26 tháng 12: Narciso Jubany Arnau, Hồng y Tổng giám mục Barcelona (s. 1913)
- 30 tháng 12: Jack Nance, diễn viên Mỹ (s. 1943)

## Giải thưởng Nobel
- Hóa học - Robert Curl, Sir Harold Kroto, Richard Smalley
- Văn học - Wislawa Szymborska
- Hòa bình - Carlos Felipe Ximenes Belo và José Ramos Horta
- Vật lý - David M. Lee, Douglas D. Osheroff, Robert C. Richardson
- Y học - Peter C. Doherty, Rolf M. Zinkernagel
- Kinh tế -James Mirrlees, William Vickrey